# AGスクエア
株式会社AGスクエア（エイ・ジー・スクエア）は、セガサミーホールディングス傘下で郊外型アミューズメント施設の管理・運営を行っていた日本の企業。株式会社セガの100%子会社。
ここでは、株式会社セガ ビーリンク・セガアミューズメント施設事業部と統合され、セガ ビーリンクから商号変更された後の株式会社セガ エンタテインメント（後のGENDA GiGO Entertainment）となった後のAGスクエアについても述べる。

## 歴史
1991年に、名古屋市にある繊維メーカーの「キョクイチ」（後のトムス・エンタテインメント）が、事業転換の一環としてアミューズメント事業に進出することになり、その手始めに「AGスクエア」（AGはアミューズメント・ゲームの略）の第1号である「AGスクエア栄」を同市中区に開店させたのが始まりである。なお、この1号店は後に一世を風靡することになるゲーム『センチメンタルグラフティ』にて名古屋市在住のヒロインである山本るりかとのデートイベントにて実名で登場している。事実上の本店であるこの1号店は2007年9月24日を以って支店に先んじて閉店した。
その後、キョクイチ本体の営業利益の悪化を理由に、アミューズメントでは同業の「セガ」が資本面での提携を結んだことから、アミューズメント事業を強化し、2008年5月にその事業部門を分社化して「株式会社AGスクエア」が設立された。当初は同年秋に、春日井市にあるレンタルビデオ・ゲームソフト専門店の「ゲオ」へ営業権を譲渡することが予定されたが、ゲオ側からの申し出によりこの譲渡は白紙・解消となった。
2012年4月にトムス・エンタテインメントの完全子会社からセガの完全子会社となり、同年10月にセガアミューズメント施設事業部共々株式会社セガ ビーリンクに吸収合併されて株式会社セガ エンタテインメント（後の株式会社GENDA GiGO Entertainment）となった。
合併後もしばらくはAGスクエアのブランドのまま営業されていたが、2017年以降順次セガブランドへの転換が進められ、2019年10月をもってAGスクエアブランドは消滅した。旧：AGスクエアの店舗は、2022年1月にセガが保有していたGENDA SEGA Entertainment株式の売却に伴い、2022年に全店舗がGiGOブランドへ再度転換された。

## 店舗

### セガ→GiGOブランドに転換された店舗
特記ない店舗は「AGスクエア○○店」から「セガ○○」→「GiGO〇〇」に転換。
- 庄内店（山形県東田川郡三川町）
- 水戸店（茨城県水戸市）
- 石岡店（茨城県石岡市）
- AG BOWL（ボウリング場、茨城県石岡市、石岡店に併設）→セガボウル→GiGOボウルに転換
- 埼玉花園店（埼玉県深谷市）→セガ花園→GiGO花園に転換
- 松戸店（千葉県松戸市）→セガ松戸→GiGO八柱に転換
- 赤羽店（東京都北区）
- 松本店（長野県松本市）
- 岡谷店（長野県岡谷市）
- 清水店（静岡県清水市）→セガベイドリーム清水→GiGOベイドリーム清水に転換
- 掛川店（静岡県掛川市）
- 袋井店（静岡県袋井市）
- 刈谷店（愛知県刈谷市）→セガイオンタウン刈谷→GiGOイオンタウン刈谷に転換
- 伊勢店（三重県伊勢市）
- 東大阪店（大阪府東大阪市）→セガ東大阪→GiGOフレスポ東大阪に転換
- 小郡店（山口県山口市）→セガ小郡→GiGOイオンタウン小郡に転換
- 佐賀武雄店（佐賀県武雄市）→セガ武雄→GiGO武雄に転換

### 閉店した店舗
- 磐田店（静岡県磐田市） - 2019年3月閉店
- 栄店（愛知県名古屋市中区） - 1号店。2007年9月24日閉店[3]。
- 豊川店（愛知県豊川市） - 2017年7月23日閉店
- 大津店（滋賀県大津市） - 2017年5月7日閉店、現：滋賀レジャーランド大津店
- 徳島店（徳島県徳島市） - 2006年10月閉店